# 徐明 (少将)
徐明（1916年—1985年），原名徐锐，男，黑龙江阿城人，中华人民共和国军事人物，中国人民解放军少将，第五届全国人大代表，第六届全国政协委员。